# Kurzbahneuropameisterschaften 2023
| Kurzbahneuropameisterschaften 2023 | Kurzbahneuropameisterschaften 2023 |
| ---------------------------------- | ---------------------------------- |
| Veranstaltungsort                  | Otopeni                            |
| Entscheidungen                     | 42                                 |
| Eröffnung                          | 5. Dezember 2023                   |
| Abschluss                          | 10. Dezember 2023                  |
| Chronik                            |                                    |
| ← Kurzbahn-EM 2021                 | Kurzbahn-EM 2025 →                 |

| Medaillenspiegel (Endstand nach 42 Entscheidungen) | Medaillenspiegel (Endstand nach 42 Entscheidungen) | Medaillenspiegel (Endstand nach 42 Entscheidungen) | Medaillenspiegel (Endstand nach 42 Entscheidungen) | Medaillenspiegel (Endstand nach 42 Entscheidungen) | Medaillenspiegel (Endstand nach 42 Entscheidungen) |
| Platz                                              | Land                                               | G                                                  | S                                                  | B                                                  | Gesamt                                             |
| -------------------------------------------------- | -------------------------------------------------- | -------------------------------------------------- | -------------------------------------------------- | -------------------------------------------------- | -------------------------------------------------- |
| 1                                                  | Vereinigtes Königreich                             | 9                                                  | 8                                                  | 6                                                  | 23                                                 |
| 2                                                  | Italien                                            | 7                                                  | 12                                                 | 3                                                  | 22                                                 |
| 3                                                  | Frankreich                                         | 7                                                  | 10                                                 | 6                                                  | 23                                                 |
| 4                                                  | Niederlande                                        | 6                                                  | 0                                                  | 5                                                  | 11                                                 |
| 5                                                  | Schweden                                           | 4                                                  | 1                                                  | 2                                                  | 7                                                  |
| 6                                                  | Schweiz                                            | 3                                                  | 1                                                  | 1                                                  | 5                                                  |
| 7                                                  | Irland                                             | 3                                                  | 0                                                  | 1                                                  | 4                                                  |
| 8                                                  | Deutschland                                        | 1                                                  | 2                                                  | 0                                                  | 3                                                  |
| 9                                                  | Estland                                            | 1                                                  | 1                                                  | 0                                                  | 2                                                  |
| 10                                                 | Griechenland                                       | 1                                                  | 0                                                  | 4                                                  | 5                                                  |
| 11                                                 | Österreich                                         | 1                                                  | 0                                                  | 1                                                  | 2                                                  |
| 12                                                 | Ungarn                                             | 0                                                  | 2                                                  | 3                                                  | 5                                                  |
| 13                                                 | Dänemark                                           | 0                                                  | 2                                                  | 1                                                  | 3                                                  |
| 14                                                 | Litauen                                            | 0                                                  | 1                                                  | 2                                                  | 3                                                  |
| 15                                                 | Tschechien                                         | 0                                                  | 1                                                  | 1                                                  | 2                                                  |
| 16                                                 | Island                                             | 0                                                  | 1                                                  | 0                                                  | 1                                                  |
| 17                                                 | Belgien                                            | 0                                                  | 0                                                  | 2                                                  | 2                                                  |
| 17                                                 | Rumänien                                           | 0                                                  | 0                                                  | 2                                                  | 2                                                  |
| 17                                                 | Ukraine                                            | 0                                                  | 0                                                  | 2                                                  | 2                                                  |
| 20                                                 | Bosnien und Herzegowina                            | 0                                                  | 0                                                  | 1                                                  | 1                                                  |
| 20                                                 | Türkei                                             | 0                                                  | 0                                                  | 1                                                  | 1                                                  |
| Gesamt                                             | Gesamt                                             | 43                                                 | 42                                                 | 44                                                 | 129                                                |

Die Kurzbahneuropameisterschaften 2023 im Schwimmen fanden vom 5. bis 10. Dezember 2023 in der rumänischen Stadt Otopeni statt. Der Wettbewerb wurde vom europäischen Schwimmverband LEN organisiert.

## Ergebnisse Männer

### Freistil
50 m Freistil
| Platz | Land                   | Athlet            | Zeit (s)       |
| ----- | ---------------------- | ----------------- | -------------- |
| 1     | Vereinigtes Königreich | Benjamin Proud    | 20,18 (ER, CR) |
| 2     | Frankreich             | Florent Manaudou  | 20,74          |
| 2     | Ungarn                 | Szebasztián Szabó | 20,74          |

100 m Freistil
| Platz | Land       | Athlet             | Zeit (s) |
| ----- | ---------- | ------------------ | -------- |
| 1     | Frankreich | Maxime Grousset    | 45,46    |
| 2     | Italien    | Alessandro Miressi | 45,51    |
| 3     | Rumänien   | David Popovici     | 46,05    |

200 m Freistil
| Platz | Land                   | Athlet           | Zeit (min) |
| ----- | ---------------------- | ---------------- | ---------- |
| 1     | Vereinigtes Königreich | Matthew Richards | 1:41,01    |
| 2     | Vereinigtes Königreich | James Guy        | 1:41,12    |
| 3     | Litauen                | Danas Rapšys     | 1:41,15    |

400 m Freistil
| Platz | Land    | Athlet         | Zeit (min) |
| ----- | ------- | -------------- | ---------- |
| 1     | Irland  | Daniel Wiffen  | 3:35,47    |
| 2     | Litauen | Danas Rapšys   | 3:37,80    |
| 3     | Belgien | Lucas Henveaux | 3:37,91    |

800 m Freistil
| Platz | Land       | Athlet               | Zeit (min)           |
| ----- | ---------- | -------------------- | -------------------- |
| 1     | Irland     | Daniel Wiffen        | 7:20,46 (WR, ER, CR) |
| 2     | Frankreich | David Aubry          | 7:30,32              |
| 3     | Ukraine    | Mychajlo Romantschuk | 7:31,20              |

1500 m Freistil
| Platz | Land       | Athlet               | Zeit (min) |
| ----- | ---------- | -------------------- | ---------- |
| 1     | Irland     | Daniel Wiffen        | 14:09,11   |
| 2     | Frankreich | David Aubry          | 14:21,78   |
| 3     | Ukraine    | Mychajlo Romantschuk | 14:22,18   |

### Schmetterling
50 m Schmetterling
| Platz | Land       | Athlet            | Zeit (s) |
| ----- | ---------- | ----------------- | -------- |
| 1     | Schweiz    | Noè Ponti         | 21,79    |
| 2     | Ungarn     | Szebasztián Szabó | 21,96    |
| 3     | Frankreich | Maxime Grousset   | 22,06    |

100 m Schmetterling
| Platz | Land                   | Athlet          | Zeit (s)       |
| ----- | ---------------------- | --------------- | -------------- |
| 1     | Schweiz                | Noè Ponti       | 48,47 (ER, CR) |
| 2     | Frankreich             | Maxime Grousset | 49,00          |
| 3     | Vereinigtes Königreich | Jacob Peters    | 49,98          |

200 m Schmetterling
| Platz | Land    | Athlet           | Zeit (min) |
| ----- | ------- | ---------------- | ---------- |
| 1     | Schweiz | Noè Ponti        | 1:49,71    |
| 2     | Italien | Alberto Razzetti | 1:50,10    |
| 3     | Ungarn  | Richárd Márton   | 1:52,12    |

### Rücken
50 m Rücken
| Platz | Land        | Athlet           | Zeit (s) |
| ----- | ----------- | ---------------- | -------- |
| 1     | Frankreich  | Mewen Tomac      | 22,84    |
| 2     | Deutschland | Ole Braunschweig | 23,00    |
| 3     | Italien     | Lorenzo Mora     | 23,10    |
| 3     | Schweiz     | Thierry Bollin   | 23,10    |

100 m Rücken
| Platz | Land       | Athlet               | Zeit (s) |
| ----- | ---------- | -------------------- | -------- |
| 1     | Frankreich | Mewen Tomac          | 49,72    |
| 2     | Frankreich | Yohann Ndoye-Brouard | 49,96    |
| 3     | Italien    | Lorenzo Mora         | 50,04    |
| 3     | Rumänien   | Andrei Ungur         | 50,04    |

200 m Rücken
| Platz | Land                   | Athlet         | Zeit (min) |
| ----- | ---------------------- | -------------- | ---------- |
| 1     | Italien                | Lorenzo Mora   | 1:48,43    |
| 2     | Vereinigtes Königreich | Luke Greenbank | 1:48,53    |
| 3     | Frankreich             | Mewen Tomac    | 1:48,55    |

### Brust
50 m Brust
| Platz | Land    | Athlet             | Zeit (s) |
| ----- | ------- | ------------------ | -------- |
| 1     | Italien | Nicolò Martinenghi | 25,66    |
| 2     | Italien | Simone Cerasuolo   | 25,83    |
| 3     | Türkei  | Emre Sakçı         | 25,90    |

100 m Brust
| Platz | Land        | Athlet             | Zeit (s) |
| ----- | ----------- | ------------------ | -------- |
| 1     | Niederlande | Arno Kamminga      | 56,52    |
| 2     | Italien     | Nicolò Martinenghi | 56,57    |
| 3     | Niederlande | Caspar Corbeau     | 56,66    |

200 m Brust
| Platz | Land        | Athlet         | Zeit (min) |
| ----- | ----------- | -------------- | ---------- |
| 1     | Niederlande | Caspar Corbeau | 2:02,41    |
| 2     | Island      | Anton McKee    | 2:02,74    |
| 3     | Niederlande | Arno Kamminga  | 2:03,32    |

### Lagen
100 m Lagen
| Platz | Land         | Athlet               | Zeit (s) |
| ----- | ------------ | -------------------- | -------- |
| 1     | Österreich   | Bernhard Reitshammer | 51,39    |
| 2     | Schweiz      | Noè Ponti            | 51,62    |
| 3     | Griechenland | Andreas Vazaios      | 51,91    |

200 m Lagen
| Platz | Land                   | Athlet           | Zeit (min) |
| ----- | ---------------------- | ---------------- | ---------- |
| 1     | Vereinigtes Königreich | Duncan Scott     | 1:50,98    |
| 2     | Italien                | Alberto Razzetti | 1:53,09    |
| 3     | Litauen                | Danas Rapšys     | 1:53.49    |

400 m Lagen
| Platz | Land                   | Athlet               | Zeit (min)   |
| ----- | ---------------------- | -------------------- | ------------ |
| 1     | Italien                | Alberto Razzetti     | 3:57,01 (CR) |
| 2     | Vereinigtes Königreich | Duncan Scott         | 4:00,17      |
| 3     | Griechenland           | Apostolos Papastamos | 4:05,19      |

### Staffeln
4 × 50 m Freistil
| Platz | Land                   | Athlet                                                                              | Zeit (min) |
| ----- | ---------------------- | ----------------------------------------------------------------------------------- | ---------- |
| 1     | Vereinigtes Königreich | - Benjamin Proud - Matthew Richards - Alexander Cohoon - Lewis Burras               | 1:22,52    |
| 2     | Italien                | - Leonardo Deplano - Lorenzo Zazzeri - Thomas Ceccon - Alessandro Miressi           | 1:23,14    |
| 3     | Griechenland           | - Kristian Gkolomeev - Stergios Marios Bilas - Apostolos Christou - Andreas Vazaios | 1:23,27    |

4 × 50 m Lagen
| Platz | Land                   | Athlet                                                                | Zeit (min) |
| ----- | ---------------------- | --------------------------------------------------------------------- | ---------- |
| 1     | Italien                | - Lorenzo Mora - Nicolò Martinenghi - Thomas Ceccon - Lorenzo Zazzeri | 1:30,78    |
| 2     | Vereinigtes Königreich | - Oliver Morgan - Archie Goodburn - Jacob Peters - Matthew Richards   | 1:32,60    |
| 3     | Niederlande            | - Jesse Puts - Caspar Corbeau - Sean Niewold - Kenzo Simons           | 1:33,03    |

## Ergebnisse Frauen

### Freistil
50 m Freistil
| Platz | Land       | Athletin          | Zeit (s) |
| ----- | ---------- | ----------------- | -------- |
| 1     | Schweden   | Michelle Coleman  | 23,52    |
| 2     | Frankreich | Béryl Gastaldello | 23,71    |
| 3     | Dänemark   | Julie Kepp Jensen | 23,89    |

100 m Freistil
| Platz | Land                   | Athletin          | Zeit (s) |
| ----- | ---------------------- | ----------------- | -------- |
| 1     | Frankreich             | Béryl Gastaldello | 51,48    |
| 2     | Vereinigtes Königreich | Anna Hopkin       | 51,66    |
| 3     | Vereinigtes Königreich | Freya Anderson    | 52,20    |

200 m Freistil
| Platz | Land                   | Athletin          | Zeit (min) |
| ----- | ---------------------- | ----------------- | ---------- |
| 1     | Vereinigtes Königreich | Freya Anderson    | 1:52,16    |
| 2     | Tschechien             | Barbora Seemanová | 1:52,66    |
| 3     | Vereinigtes Königreich | Freya Colbert     | 1:54,07    |

400 m Freistil
| Platz | Land       | Athletin                 | Zeit (min) |
| ----- | ---------- | ------------------------ | ---------- |
| 1     | Italien    | Simona Quadarella        | 3:59,50    |
| 2     | Frankreich | Anastasiia Kirpichnikova | 3:59,56    |
| 3     | Belgien    | Valentine Dumont         | 4:00,84    |

800 m Freistil
| Platz | Land       | Athletin                 | Zeit (min) |
| ----- | ---------- | ------------------------ | ---------- |
| 1     | Frankreich | Anastasiia Kirpichnikova | 8:08,48    |
| 2     | Italien    | Simona Quadarella        | 8:14,83    |
| 3     | Ungarn     | Ajna Késely              | 8:18,73    |

1500 m Freistil
| Platz | Land       | Athletin                 | Zeit (min) |
| ----- | ---------- | ------------------------ | ---------- |
| 1     | Frankreich | Anastasiia Kirpichnikova | 15:20,12   |
| 2     | Italien    | Simona Quadarella        | 15:37,05   |
| 3     | Ungarn     | Ajna Késely              | 15:51,34   |

### Schmetterling
50 m Schmetterling
| Platz | Land         | Athletin        | Zeit (s) |
| ----- | ------------ | --------------- | -------- |
| 1     | Griechenland | Anna Doudounaki | 25,10    |
| 1     | Niederlande  | Tessa Giele     | 25,10    |
| 3     | Schweden     | Sara Junevik    | 25,16    |

100 m Schmetterling
| Platz | Land         | Athletin        | Zeit (s) |
| ----- | ------------ | --------------- | -------- |
| 1     | Schweden     | Louise Hansson  | 55,37    |
| 2     | Deutschland  | Angelina Köhler | 55,50    |
| 3     | Griechenland | Anna Doudounaki | 55,98    |

200 m Schmetterling
| Platz | Land                    | Athletin              | Zeit (min) |
| ----- | ----------------------- | --------------------- | ---------- |
| 1     | Deutschland             | Angelina Köhler       | 2:03,30    |
| 2     | Dänemark                | Helena Rosendahl Bach | 2:03,86    |
| 3     | Bosnien und Herzegowina | Lana Pudar            | 2:04,55    |

### Rücken
50 m Rücken
| Platz | Land        | Athletin       | Zeit (s) |
| ----- | ----------- | -------------- | -------- |
| 1     | Niederlande | Kira Toussaint | 25,82    |
| 2     | Schweden    | Louise Hansson | 26,23    |
| 3     | Frankreich  | Analia Pigrée  | 26,28    |

100 m Rücken
| Platz | Land                   | Athletin         | Zeit (s) |
| ----- | ---------------------- | ---------------- | -------- |
| 1     | Niederlande            | Kira Toussaint   | 55,88    |
| 2     | Vereinigtes Königreich | Medi Harris      | 56,81    |
| 3     | Frankreich             | Mary-Ambre Moluh | 57,10    |

200 m Rücken
| Platz | Land                   | Athletin       | Zeit (min) |
| ----- | ---------------------- | -------------- | ---------- |
| 1     | Vereinigtes Königreich | Medi Harris    | 2:02,45    |
| 2     | Vereinigtes Königreich | Katie Shanahan | 2:03,22    |
| 3     | Frankreich             | Pauline Mahieu | 2:03,90    |

### Brust
50 m Brust
| Platz | Land    | Athletin          | Zeit (s)   |
| ----- | ------- | ----------------- | ---------- |
| 1     | Italien | Benedetta Pilato  | 28,86 (CR) |
| 2     | Estland | Eneli Jefimova    | 29,12      |
| 3     | Italien | Jasmine Nocentini | 29,41      |

100 m Brust
| Platz | Land        | Athletin         | Zeit (min) |
| ----- | ----------- | ---------------- | ---------- |
| 1     | Estland     | Eneli Jefimova   | 1:03,21    |
| 2     | Italien     | Benedetta Pilato | 1:03,76    |
| 3     | Niederlande | Tes Schouten     | 1:04,04    |

200 m Brust
| Platz | Land        | Athletin          | Zeit (min) |
| ----- | ----------- | ----------------- | ---------- |
| 1     | Niederlande | Tes Schouten      | 2:16,09    |
| 2     | Dänemark    | Thea Blomsterberg | 2:19,54    |
| 3     | Tschechien  | Kristýna Horská   | 2:19,63    |

### Lagen
100 m Lagen
| Platz | Land       | Athletin          | Zeit (s) |
| ----- | ---------- | ----------------- | -------- |
| 1     | Frankreich | Charlotte Bonnet  | 57,47    |
| 2     | Frankreich | Béryl Gastaldello | 57,67    |
| 3     | Schweden   | Louise Hansson    | 58,33    |

200 m Lagen
| Platz | Land                   | Athletin         | Zeit (min) |
| ----- | ---------------------- | ---------------- | ---------- |
| 1     | Vereinigtes Königreich | Abbie Wood       | 2:05,58    |
| 2     | Frankreich             | Charlotte Bonnet | 2:06,58    |
| 3     | Österreich             | Lena Kreundl     | 2:06,89    |

400 m Lagen
| Platz | Land                   | Athletin      | Zeit (min) |
| ----- | ---------------------- | ------------- | ---------- |
| 1     | Vereinigtes Königreich | Abbie Wood    | 4:27,45    |
| 2     | Vereinigtes Königreich | Freya Colbert | 4:29,04    |
| 3     | Irland                 | Ellen Walshe  | 4:29,64    |

### Staffeln
4 × 50 m Freistil
| Platz | Land                   | Athletin                                                                   | Zeit (min) |
| ----- | ---------------------- | -------------------------------------------------------------------------- | ---------- |
| 1     | Schweden               | - Sara Junevik - Michelle Coleman - Louise Hansson - Sofia Åstedt          | 1:35,60    |
| 2     | Italien                | - Silvia Di Pietro - Costanza Cocconcelli - Chiara Tarantino - Sara Curtis | 1:36,92    |
| 3     | Vereinigtes Königreich | - Anna Hopkin - Freya Anderson - Lucy Hope - Medi Harris                   | 1:37,19    |

4 × 50 m Lagen
| Platz | Land                   | Athletin                                                                         | Zeit (min) |
| ----- | ---------------------- | -------------------------------------------------------------------------------- | ---------- |
| 1     | Schweden               | - Louise Hansson - Sophie Hansson - Sara Junevik - Michelle Coleman              | 1:43,26    |
| 2     | Italien                | - Costanza Cocconcelli - Benedetta Pilato - Silvia Di Pietro - Jasmine Nocentini | 1:43,97    |
| 3     | Vereinigtes Königreich | - Kathleen Dawson - Imogen Clark - Keanna MacInnes - Anna Hopkin                 | 1:44,67    |

## Ergebnisse gemischte Staffeln
4 × 50 m Freistil
| Platz | Land                   | Athleten                                                                      | Zeit (min)   |
| ----- | ---------------------- | ----------------------------------------------------------------------------- | ------------ |
| 1     | Vereinigtes Königreich | - Benjamin Proud - Lewis Burras - Anna Hopkin - Freya Anderson                | 1:27,75 (CR) |
| 2     | Italien                | - Alessandro Miressi - Lorenzo Zazzeri - Jasmine Nocentini - Silvia Di Pietro | 1:28,28      |
| 3     | Frankreich             | - Maxime Grousset - Florent Manaudou - Charlotte Bonnet - Béryl Gastaldello   | 1:28,35      |

4 × 50 m Lagen
| Platz | Land        | Athleten                                                                   | Zeit (min) |
| ----- | ----------- | -------------------------------------------------------------------------- | ---------- |
| 1     | Italien     | - Lorenzo Mora - Nicolò Martinenghi - Silvia Di Pietro - Jasmine Nocentini | 1:36,58    |
| 2     | Frankreich  | - Mewen Tomac - Florent Manaudou - Béryl Gastaldello - Charlotte Bonnet    | 1:37,14    |
| 3     | Niederlande | - Kira Toussaint - Caspar Corbeau - Tessa Giele - Kenzo Simons             | 1:37,86    |